# Športsko društvo SALOM Zagreb
Športsko društvo SALOM je športsko društvo iz Zagreba.

## Povijest
Društvo je koje vode rimokatolički redovnici salezijanci, što se vidi iz imena SALOM, koje je kratica za Salezijanska športska mladež. Početci društva sežu krajem 1980-ih i početkom 1990-ih s košarkaškom sekcijom koja je nakon više godina neformalna natjecanja na Knežiji registrirana. Osnovan je 1992. godine klub Bosco. Uskoro se ovoj sekciji pridružila odbojkaška, malonogometna, stolnoteniska i druge te su objedinjene u Športsko društvo SALOM. Salezijanska provincijalna uprava usvojila je 12. siječnja 2002. godine statut športskog društva, a Gradski ured za opće poslove Grada Zagreba odobrio ga je statut 18. listopada 2002. godine. Osnivačka skupština održana je 22. travnja 2002. godine.

## Unutarnje poveznice
- KK Bosco Zagreb
- OK Don Bosco Zagreb
- Salezijanci